# 청연로 (부산)
청연로(Cheongyeon-ro)는 부산광역시 기장군 기장읍 청강리 연화육교 교차로와 연화리 서암입구를 잇는 부산광역시의 도로이다.

## 연혁
- 2007년 6월 13일 : 부산광역시도 제2303호선 연화로(가칭)로 기장대로 ~ 기장해안로 1.12km 구간 노선 지정[1]
- 2012년 11월 28일 : 노선명을 부산광역시도 제2303호선 동부산관광단지진입도로1(가칭)로 변경[2]
- 2015년 3월 24일 : 청연로로 명명
- 2017년 12월 27일 : 노선명을 부산광역시도 제2303호선 청연로로 변경 및 노선 구간을 기장대로 ~ 기장해안로 1.12km로 변경[3]

## 주요 경유지
부산광역시
- 기장군 기장읍

## 노선
| 이름            | 접속 노선                               | 소재지 | 소재지 | 비고      |
| --------------- | --------------------------------------- | ------ | ------ | --------- |
| 연화육교 교차로 | 부산광역시도 제23호선 (기장대로) 차성로 | 기장군 | 기장읍 |           |
| 연화터널        |                                         | 기장군 | 기장읍 | 연장 168m |
| (서암입구)      | 부산광역시도 제2301호선 (기장해안로)    | 기장군 | 기장읍 |           |